# Thecla nitor
Thecla nitor är en fjärilsart som beskrevs av Druce 1907. Thecla nitor ingår i släktet Thecla och familjen juvelvingar. Inga underarter finns listade i Catalogue of Life.